# Шопско Загорје
Шопско Загорје, или само Загорје (буг. Загоре), је историјска регија на северозападу Бугарске. Чини је подручје источно од реке Тимок (приближно српско-бугарска граница), западно од реке Искар, јужно од реке Дунав и северно од Торлака и Старе планине. Сами мештани Загорја себе карактеришу као говорнике северозападних бугарских говора који представљају део западних бугарских говора.
Највећа градска и културна средишта овог краја су градови: Видин, Лом и Монтана, а на рубу Загорја се налазе градови Плевња, Мездра, Вратца, Берковац и Белограчић.